# Rajevka (Miskinói járás)
Rajevka (orosz betűkkel: Раевка, baskír nyelven: Раевка) falu Oroszországban, a Baskír Köztársaságban, a Miskinói járásban.

## Népesség
- 2002-ben 182 lakosa volt.
- 2010-ben 167 lakosa volt.